# Bridgend County Borough
Bridgend County Borough (walisisk: Bwrdeistref Sirol Pen-y-bont ar Ogwr)  er et hovedområde i det sydøstlige Wales. Hovedområdet har et indbyggertal på 139.200 og indeholder hovedbyen Bridgend, som området har navn efter. Dets medlemmer af Nationalforsamlingen er Sarah Murphy MS, repræsenterer Bridgend Constituency, of Huw Irranca-Davies MS repræsenterer Ogmore Constituency, og dets parlamentsmedlemmer er Chris Bryant, Chris Elmore og Stephen Kinnock.
County boroughet ligger i hjertet af South West. Det dækker et område på 285 km2 og går fra 20 km fra øst til vest og omfatter dalene Llynfi, Garw og Ogmore. Den største by er Bridgend (indbyggertal 39.773), efterfulgt af Maesteg (indbyggertal 20.700) og Porthcawl (indbyggertal 19.238). Den ligger ved floden Ogmore og dets bifloder, selvom floderne Ewenny og Ogwr Fach danne grænsen til Vale of Glamorgan i en stor del af deres forløb.
Bridgend County Borough blev oprettet 1. april 1996 af Local Government (Wales) Act 1994. Det inkluderer alle de tidligere Ogwr-borougher bortset fra communitierne Wick, St Bride's Major og Ewenny, der blev en del af Vale of Glamorgan. Bridgend County Borougher opdelt i 20 communitier: Brackla, Bridgend, Cefn Cribwr, Coity Higher, Coychurch Higher, Coychurch Lower, Cornelly, Garw Valley, Laleston, Llangynwyd Lower, Llangynwyd Middle, Maesteg, Merthyr Mawr, Newcastle Higher, Ogmore Valley, Pencoed, Porthcawl, Pyle, St Bride's Minor og Ynysawdre. Communitierne Brackla, Bridgend og Coychurch Lower udgør byen Bridgend.